# Catoptria munroeella
Catoptria munroeella là một loài bướm đêm trong họ Crambidae.